# Holmsund
Holmsund este o localitate (zonă urbană) situată în partea de nord-est a Suediei, la gura de vărsare a râului Ume în golful Botnic în Comitatul Västerbotten. Aparține administrativ comunei Umeå și are rol de port maritim al orașului Umeå. O linie de feribot leagă localitatea de orașul finlandez Vaasa, situat pe malul opus.

## Galerie

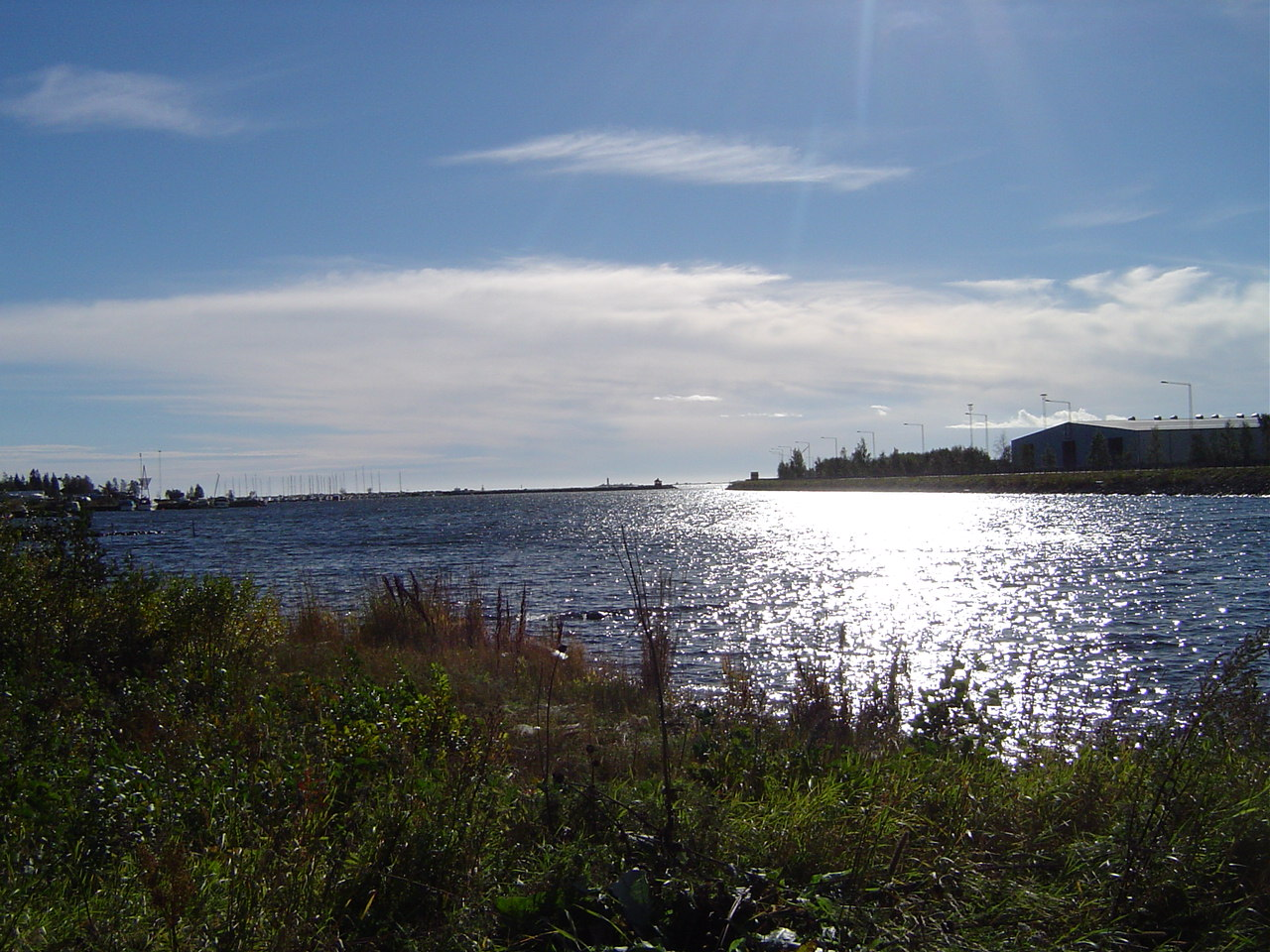
Vedere spre mare
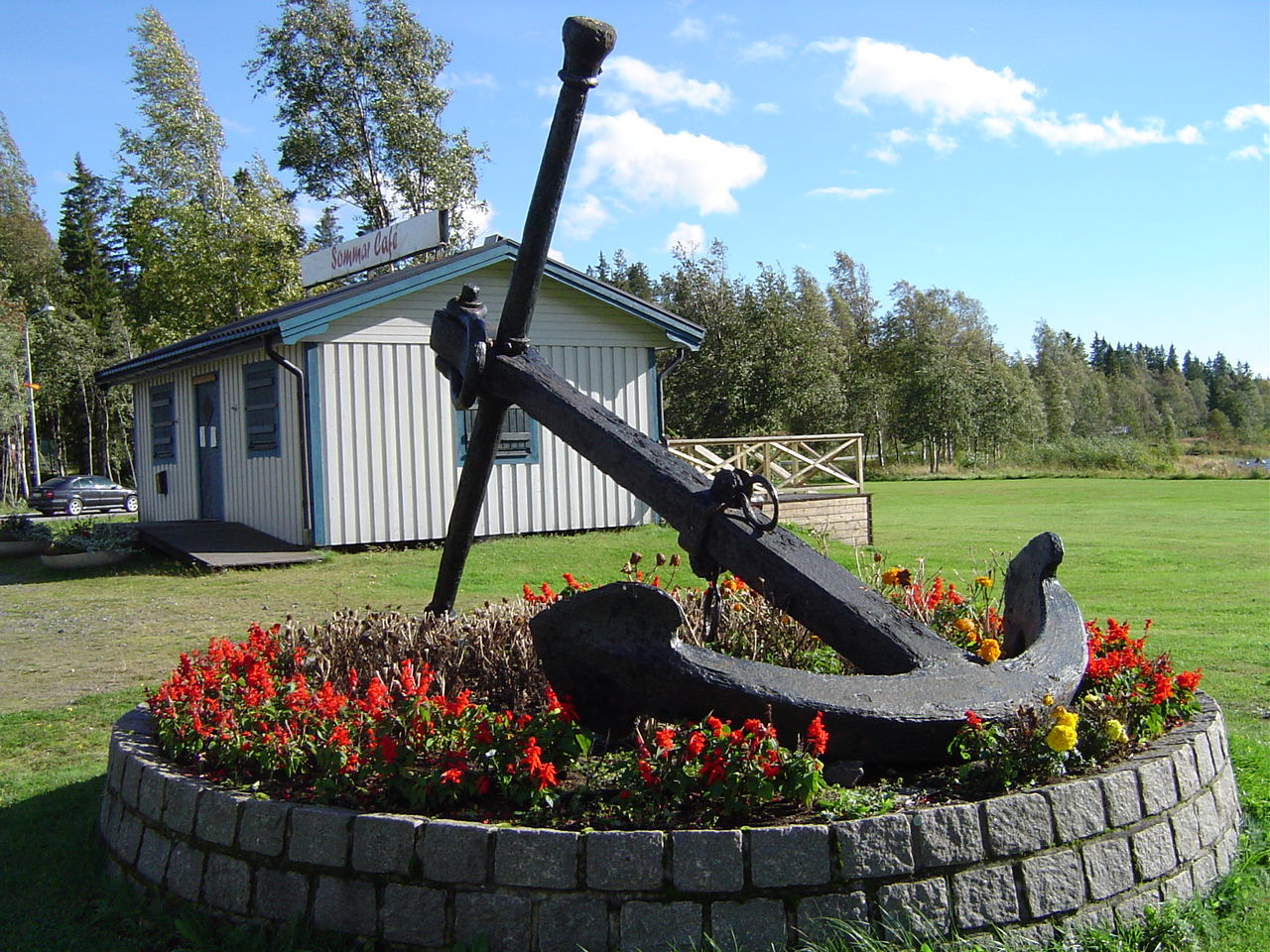
Veche ancoră suedeză
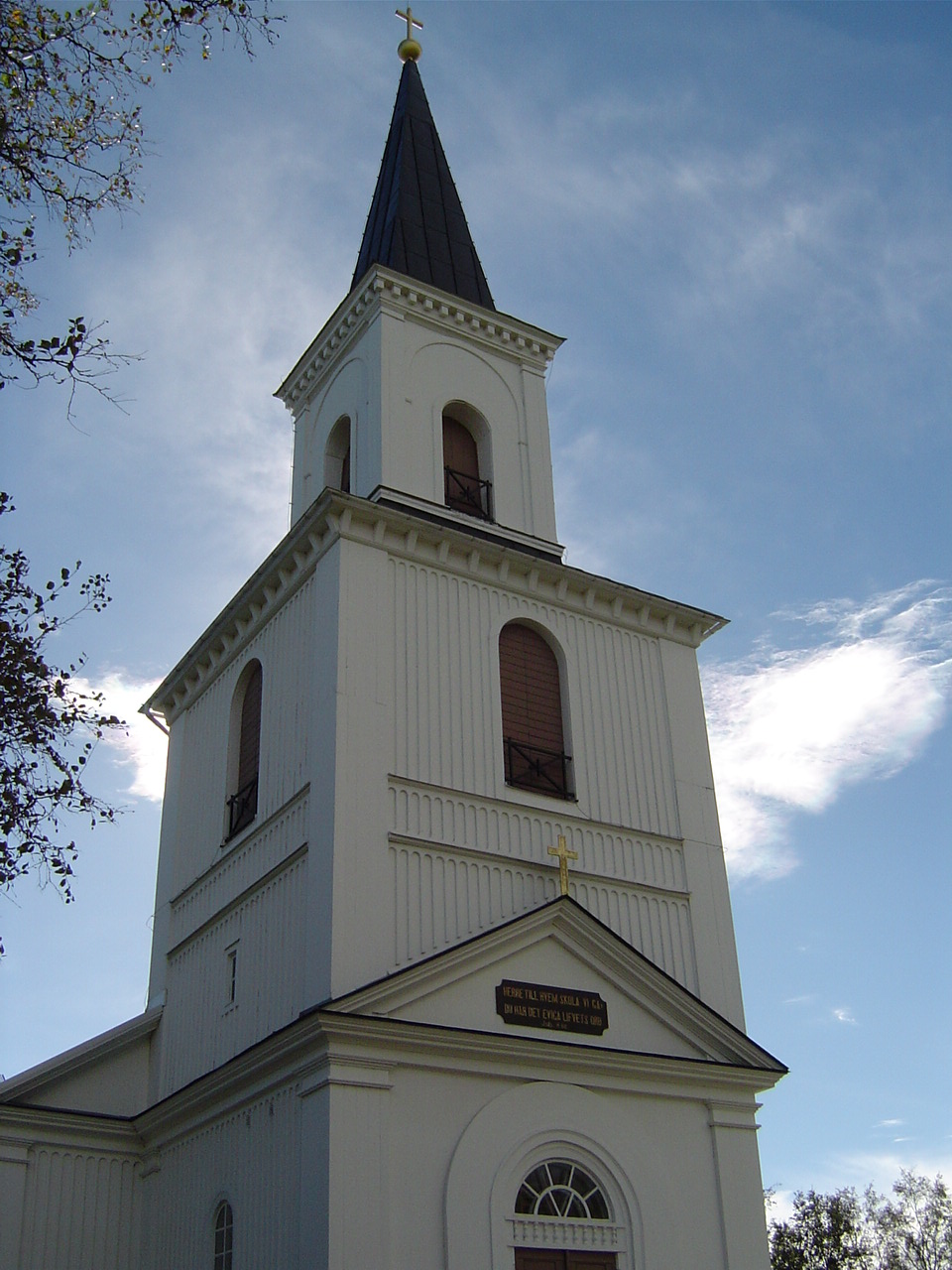
Biserica Holmsund